# Кавказька губернія
44°09′00″ пн. ш. 43°28′00″ сх. д. / 44.15° пн. ш. 43.46666667° сх. д.
Кавказька губернія (рос. Кавказская губерния) — адміністративна одиниця Російської імперії. Утворена у 1785 у складі Кавказького намісництва. У 1822 році Кавказька губернія перетворена на область. У 1847 (після численних змін) перейменована на Ставропольську губернію.

## Історія

### Хронологія
| Хронологія | Хронологія                                                 | Хронологія                                                 | Хронологія                                                 |
| дата       | статус                                                     | адміністративний поділ                                     | центр                                                      |
| ---------- | ---------------------------------------------------------- | ---------------------------------------------------------- | ---------------------------------------------------------- |
| 05.05.1785 | губернія                                                   | 6 повітів                                                  | Єкатериноград                                              |
| 1790       | область у складі губернії                                  |                                                            | Астрахань                                                  |
| 31.12.1796 | Кавказьку область скасовано                                | Кавказьку область скасовано                                | Кавказьку область скасовано                                |
| 15.11.1802 | губернія                                                   | 5 повітів                                                  | Георгієвськ                                                |
| 24.07.1822 | область                                                    |                                                            | Ставрополь                                                 |
| 02.05.1847 | Кавказька область перейменована на Ставропольську губернію | Кавказька область перейменована на Ставропольську губернію | Кавказька область перейменована на Ставропольську губернію |

### XVIII сторіччя
У 1775 році у Російській імперії було спроектовано побудову ряду укріплень від Тереку до Дону — так звана Азово-Моздокська лінія. У 1777 році було споруджено 10 фортець, у тому числі Ставропольська (нині місто Ставрополь). У 1773 територію губернії відвідав академік Гюльденштедт, а у 1793 — Паллас.
5 травня 1785 була утворена Кавказька губернія у складі 6 повітів (рос. уездов):
- Олександрівський — місто Олександрівськ
- Єкатериноградський — місто Єкатериноград
- Георгіївський — місто Георгієвськ
- Кізлярський — місто Кізляр
- Моздокський — місто Моздок
- Ставропольський — місто Ставрополь

Губернським містом призначено Єкатериноград. До кінця 1787 у Кавказькій губернії нараховувалось до 30 000 душ чоловічої статі та 34 поселення.
30 квітня 1790 Кавказька губернія була ліквідована, її адміністративні заклади були переведені у Астрахань. Губернія отримала статус області у складі Астраханської губернії. Для управління кочовими і мусульманськими народами були утворені приставства — Бештовське, Верхньокубанське, Верхньолабинське, Кабардинське, Карамурзинсьбких і кіпчакських ногайців, Карачаївське, Тебердинське, Кизлярське і Моздокське.

### XIX сторіччя
У 1802 Кавказька губернія була знову відділена від Астраханської губернії та відновлена у складі 5 повітів, а саме:
- Кізлярський — місто Кізляр
- Георгіївський — місто Георгієвськ
- Моздокський — місто Моздок
- Ставропольський — місто Ставрополь
- Олександрівський — місто Олександрівськ

Губернським містом призначено Георгієвськ.
У 1822 Кавказька губернія перетворена на область, центр з Георгієвська перенесено у Ставрополь.
У 1847 Кавказька область перейменована на Ставропольську губернію, а її округи названі повітами (рос. уездами).

## Українці на Кавказі
За єдиним всезагальним переписом населення Російської імперії, у 1897 році на території Ставропольскої губернії українською мовою розмовляло 36,6 % населення.
Відомо, що приєднані у 1832 до Кавказького лінійного козацького війська 1-й та 2-й Владикавказькі полки були утворені у 1831 під назвою 1-й та 2-й Малоросійські полки. За рік їх назва була змінена.